# Colias poliographus
Colias poliographus is een vlindersoort uit de familie van de Pieridae (witjes), onderfamilie Coliadinae.
Colias poliographus werd in 1861 beschreven door Motschulsky.